# 秋山歌謡祭
『秋山歌謡祭』（あきやまかようさい）は、名古屋テレビ放送（メ～テレ）で2023年から不定期放送されている音楽番組・バラエティ番組。秋山竜次（ロバート）の冠番組である。

## 概要
秋山竜次（ロバート）が自身の楽曲を披露する特別番組。
2023年にメ～テレ開局60周年記念として制作された。
幼少期からロバートのファンであり、名古屋テレビ放送のディレクターである篠田直哉が企画・演出を務める。
2024年には『秋山歌謡祭2024』が放送。クラウドファンディングサービスのFANY Crowdfundingで番組制作の資金を集め、目標金額100万円に対して529万円を達成した。「アーティスト秋山とメモ少年（篠田直哉）からお礼動画」「スポンサー待遇スペシャル観覧席」などのリターンが用意された。
ピノとタイアップした特別番組『ピノ歌謡祭』が制作され、森永乳業ピノの企画「ピノTV」で2024年10月から2025年3月まで配信される。